# Lindmania brachyphylla
Lindmania brachyphylla är en gräsväxtart som beskrevs av Lyman Bradford Smith. Lindmania brachyphylla ingår i släktet Lindmania och familjen Bromeliaceae.

## Underarter
Arten delas in i följande underarter:
- L. b. angustior
- L. b. brachyphylla